# Земљотрес у Мионици 1998.
У касним вечерњим сатима 29. септембра 1998. године у близини Мионице у западном делу централне Србије догодио се земљотрес јачине 5,6 степени рихтерове скале.

## Опште информације
Епицентрално подручје било је код села Брежђе, где је имало максимални интензитет од VIII степени по Меркалијевој скали интензитета. Земљотрес се осетио у централној Србији, Видину (Бугарска), Сарајеву (Босна и Херцеговина) и деловима Хрватске, Мађарске и Грчке. Једна особа је преминула од срчаног удара, а 17 је повређено. Оштећено је око 60 школа углавном у селима, куђе и други објекти.
Према неким извештајима након земљотреса 3.500 објеката је постало неупотребљиво због оштећења, а оштећено их је укупно око 12.000. Према подацима објављеним почетком 2000. године на подручју Колубарског управног округа било је оштећено укупно 24.185 индивидуалних објеката, највише у Ваљеву (6.692), Мионици (6.138), Убу (4.957), у Љигу (3.154), Лајковцу (2.273) и Осечини (971), а укупна штета процењена је на нешто мање од 24 милијарде динара.